# ديني زيمرمان
ديني زيمرمان (بالإنجليزية: Denny Zimmerman)‏ هو مهندس أمريكي، ولد في 14 ديسمبر 1940.